# Wanggezhuang (köpinghuvudort i Kina, Shandong Sheng, lat 37,17, long 121,40)
Wanggezhuang (kinesiska: 王格庄, 王格庄镇) är en köpinghuvudort i Kina. Den ligger i provinsen Shandong, i den östra delen av landet, omkring 400 kilometer öster om provinshuvudstaden Jinan. Antalet invånare är 18 666. Befolkningen består av 8 603 kvinnor och 10 063 män. Barn under 15 år utgör 7,0 %, vuxna 15-64 år 75 %, och äldre över 65 år 16,0 %.
Runt Wanggezhuang är det tätbefolkat, med 276 invånare per kvadratkilometer. Närmaste större samhälle är Guanshui, 13,3 km väster om Wanggezhuang. Trakten runt Wanggezhuang består till största delen av jordbruksmark.
Genomsnittlig årsnederbörd är 748 millimeter. Den regnigaste månaden är juli, med i genomsnitt 264 mm nederbörd, och den torraste är februari, med 12 mm nederbörd.